# Symblepharis krausei
Symblepharis krausei är en bladmossart som beskrevs av Ryszard Ochyra och Celina Maria Matteri 1996. Symblepharis krausei ingår i släktet Symblepharis och familjen Dicranaceae. Inga underarter finns listade i Catalogue of Life.